# Choresmische Sprache

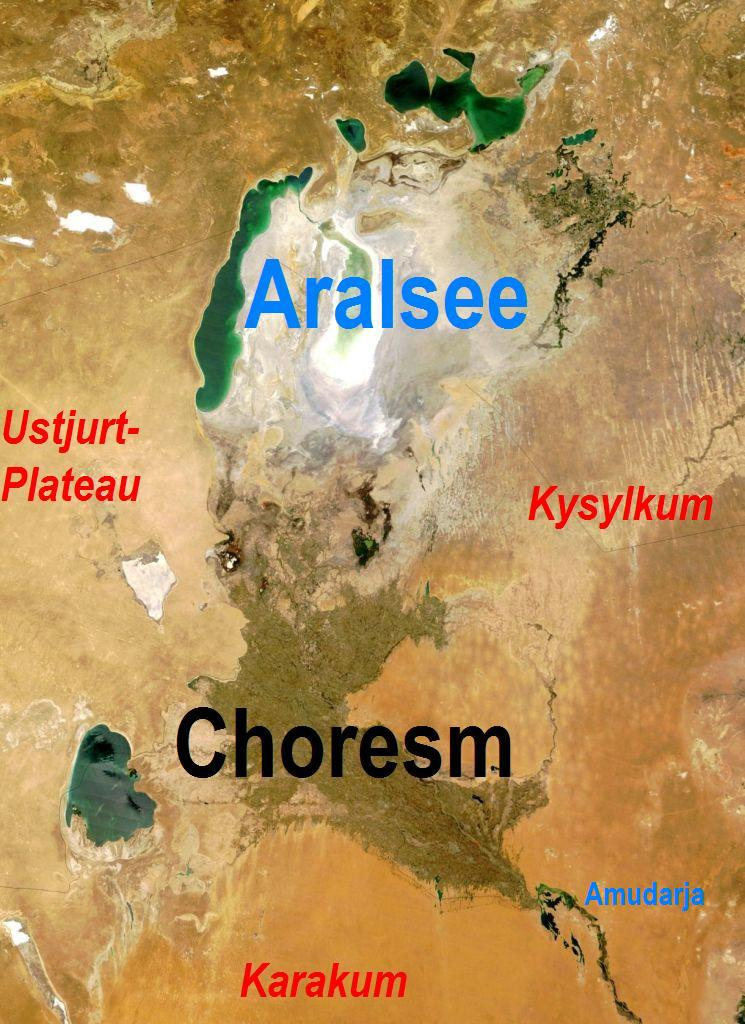
Das einstige Hauptverbreitungsgebiet der choresmischen Sprache: die Großoase Choresm

Choresmisch oder Chorasmisch war eine mitteliranische Sprache.

## Verbreitungsgebiet
Choresmisch wurde – bis zu seiner endgültigen Verdrängung durch Turksprachen, wahrscheinlich speziell das Kiptschakische, im 14. Jahrhundert – vor allem in Choresmien in den vom Amudarja durchflossenen Gebieten östlich des Aralsees gesprochen. Das Verbreitungsgebiet dieser Sprache schloss sich dabei unmittelbar nördlich an das der sogdischen und parthischen an.

## Material und Schrift
Die ältesten Zeugnisse des (Mittel-)Choresmischen sind zwei Inschriften auf Tongefäßen aus Qoy-Qrylgan-Qal'a, die ins 3. oder 2. Jahrhundert v. Chr. datiert werden und in einer einheimischen Schrift aramäischen Ursprungs geschrieben sind. Die gleiche, wiederum heterographische Elemente enthaltende Schrift und dieselbe Sprache findet sich des Weiteren insbesondere auf zahlreichen Münzen, Silbergefäßen aus dem Uralgebiet, in Dokumenten auf Holz und Leder aus Topraq-qal'a und Jakke-Parsan sowie auf alabasternen Ossuarien aus Toq-qal'a. Ein Großteil dieser Texte ist bis heute aber noch nicht ediert und obwohl etliche der Dokumente und Urneninschriften Datierungsangaben enthalten, lässt sich hieraus wenig gewinnen, da die Ära, nach der sie datiert sind, strittig bzw. unbekannt ist.
Besser als die Sprache dieser Quellen aus der vorislamischen Zeit – die arabische Eroberung zu Anfang des 8. Jahrhunderts bildet die Scheidelinie – kennt man das Spät-Choresmische, das in arabischer – wegen einiger Zusatzzeichen genauer: arabo-choresmischer – Schrift geschrieben wurde.
Es sind dies zum einen eine choresmische Interlinearversion von az-Zamachscharis (1075–1144) Muqaddimat al-adab („Einführung in die Literatur“, verfasst 1135), die in einer Handschrift (von etwa 1200) aus Konya (Anatolien) erhalten ist, und zum anderen Zitate aus juristischen Schriften des 13. Jahrhunderts, nämlich von az-Zahidis Qunyat al-munya („Erlangung des Objekts der Sehnsucht“) und at-Tardschumanis Yatimat ad-dahr („Das Einzigartige des Zeitalters“) sowie ein einschlägiges Glossar der dort vorkommenden choresmischen Wörter. Dieser Gruppe von (mittelchorasmischen) Sprachzeugnissen anzuschließen ist auch eine Reihe von (spät)choresmischen Namen, Glossen, astronomischen und kalendarischen Termini (Tages-, Monatsnamen usw.) bei dem choresmischen Universalgelehrten al-Bīrūnī (973–1048), der auch ausdrücklich bezeugt, dass die Choresmier eine eigene Schrift und Literatur besaßen.